# ヨゼフ・クルナーチ
ヨゼフ・クルナーチ（Jozef Krnáč、1977年12月30日- ）は、スロバキアのブラチスラヴァ出身の柔道選手。階級は66kg級。身長174cm。

## 人物
1996年の世界ジュニア65kg級で優勝を飾った。2000年には世界学生66kg級でも優勝を果たした。2004年アテネオリンピックではノーマークながら決勝まで進み、スロバキアの柔道選手として初めてメダルを確定。日本の内柴正人に大内刈で一本負けで銀メダル獲得。

## 主な戦績
65kg級での戦績
- 1995年 - ヨーロッパジュニア　3位
- 1996年 - 世界ジュニア　優勝
- 1997年 - ハンガリー国際　2位
- 1997年 - チェコ国際　優勝
- 1997年 - ヨーロッパジュニア　優勝

66kg級での戦績
- 1998年 - チェコ国際　3位
- 1998年 - 世界学生　3位
- 1999年 - チェコ国際　3位
- 1999年 - ユニバーシアード　3位
- 2000年 - ハンガリー国際　3位
- 2000年 - 世界学生　優勝
- 2001年 - オーストリア国際　3位
- 2001年 - ヨーロッパ選手権　3位
- 2001年 - 世界選手権　7位
- 2002年 - イギリス国際　優勝
- 2002年 - ヨーロッパ選手権　2位
- 2002年 - 世界学生　3位
- 2003年 - ユニバーシアード　3位
- 2004年 - ハンガリー国際　3位
- 2004年 - チェコ国際　優勝
- 2004年 - アテネオリンピック　2位
- 2005年 - エストニア国際　3位
- 2009年 - ワールドカップ・ブダペスト　3位